# ГЕС Ріо-Мачо
ГЕС Ріо-Мачо — гідроелектростанція у центральній частині Коста-Рики, за три десятки кілометрів на південний схід від її столиці Сан-Хосе. Знаходячись перед ГЕС Качі, становить верхній ступінь каскаду у сточищі річки Ребентазон, яка бере початок біля міста Картаго та тече до впадіння праворуч у річку Парісміна, яка сама невдовзі закінчується на узбережжі Карибського моря.
Сан-Хосе та Картаго лежать відповідно на заході та сході міжгірської депресії, відомої як Центральні рівнини. З півночі її обмежує Кордильєра-Сентраль, одна з вершин якої — вулкан Іразу — містить витік Ребентазон. Остання спускається в долину біля Картаго та завертає на схід, приймаючи далі праворуч такі притоки, як Grande-de-Orosi та Pejibaye, які дренують північний схил Кордильєри-де-Таламанка (обмежує Центральні рівнини з півдня). Саме у сточищах цих двох приток Ребентазон й організовано збір ресурсу для роботи станції Ріо-Мачо.
Спершу у 1963 році запустили машинний зал, розрахований на використання ресурсу із річки Ріо-Мачо, лівої притоки Grande-de-Orosi. Для цього облаштували водозабір (без зведення греблі) з приймальним отвором у руслі, під яким в 20 метрах нижче починається дериваційний тунель довжиною 1,5 км та діаметром 2,9 метра до створеного на гірському масиві лівобережжі Ріо-Мачо резервуару El Llano. Останній має площу поверхні 0,06 км2, глибину 10 метрів та об'єм 0,5 млн м3 (корисний об'єм 0,38 млн м3). З El Llano в бік долини Grande-de-Orosi прямує підвідний тунель довжиною 0,7 км та діаметром 3,35 метра, з'єднаний з балансувальною камерою висотою 70 метрів з діаметром 16 метрів. Далі ресурс потрапляє у напірний тунель довжиною 1,5 км та діаметром 2,7 метра, котрий на вході до машинного залу розділяється на два водоводи, які переходять у ще 8 (така кількість знадобилась не одразу, а після наступних двох етапів розширення станції).
В 1972 та 1978 роках можливості ГЕС збільшили у кілька разів за рахунок деривації додаткового ресурсу. Спершу реалізували «Проект Тапанті» (під назвою Тапанті відомий національний парк у верхній течії річки Grande-de-Orosi), а потім ще один етап з найменуванням «Ріо-Мачо-2». У результаті з'явився дериваційний тунель, котрий, прямуючи по північному схилу Кордильєри-де-Таламанка, транспортує ресурс у північно-західному напрямку до водозабору на Ріо-Мачо. Сам тунель має довжину 14,9 км та діаметр 3,6 метра, крім того спорудили:
- греблю Pejibaye (бетонна гравітаційна споруда висотою 6,3 метра, довжиною 22 метри та шириною до 9,5 метра);
- греблю Тапанті (так само бетонна гравітаційна з висотою 10 метрів, довжиною 40 метрів та шириною до 15 метрів);
- водозабори на більш дрібних річках Porras, Villegas, Humo.
Якщо забір із Ріо-Мачо здатен захоплювати 8,5 м3/с, то можливості споруди на  Grande-de-Tapanti складають 37 м3/с, а на Pejibaye 4 м3/с (для інших річок цей показник коливається від 0,7 до 3,5 м3/с). При цьому наявність у системі проміжного резервуару El Llano дозволяє постачати воду до машинного залу з показником 36 м3/с.
Спершу основне обладнання складали дві турбіни типу Пелтон (напір становить 450 метрів) потужністю по 15 МВт. У 1972-му додали два гідроагрегати потужністю по 30 МВт, кожен з яких мав здвоєну турбіну того ж типу та один гідрогенератор. У 1978-му встановили ще один такий же гідроагрегат потужністю 30 МВт.
Відпрацьована вода по критому каналу довжиною 0,5 км відводиться до Grande-de-Orosi.
Для видачі продукції її напругу піднімають до 138 або 230 кВ.